# Liste der Baudenkmale in Cust
Die Liste der Baudenkmale in Cust umfasst alle vom New Zealand Historic Places Trust (NZHPT) als „Historic Place“ oder „Historic Area“ eingestuften Baudenkmale und Flächendenkmale der neuseeländischen Ortschaft Cust. Die Angaben stammen aus dem Register des NZHPT. Die Bezeichnungen der Baudenkmale orientieren sich an diesem Register. In die Liste werden auch bekannte Wahi Tapu (Area), kulturell und religiös bedeutsame Stätten und Gebiete der Māori, aufgenommen. Sie werden jedoch meist nicht publiziert.

| Bild           | Bezeichnung                           | Ort  | Anschrift                 | Beschreibung                          | Bauzeit | Eintrag          | Nummer | Kat. |
| -------------- | ------------------------------------- | ---- | ------------------------- | ------------------------------------- | ------- | ---------------- | ------ | ---- |
| weitere Bilder | St James Church und Belfry (Anglican) | Cust | 1750 Cust Road Karte      | Kirche, anglikanische und Glockenturm | 1865    | 25. Oktober 1990 | 3077   | 2    |
| BW             | The Priory - Former Anglican Vicarage | Cust | 1990 Oxford Road Karte    | Pfarrei, ehemalige anglikanische      | 1866    | 25. Oktober 1990 | 5269   | 2    |
| BW             | Anglican Vicarage (Former)            | Cust | 1776 Cust Road Karte      | Pfarrei, ehemalige anglikanische      | 1876    | 25. Oktober 1990 | 5270   | 2    |
| BW             | Tisbury Cottage                       | Cust | 1842 Cust Road Karte      | Wohnhaus                              | n.a.    | 25. Oktober 1990 | 5271   | 2    |
| BW             | Pine Hill House                       | Cust | 211 Summerhill Road Karte | Wohnhaus                              | 1876    | 25. Oktober 1990 | 5272   | 2    |